# 1789
1789（千七百八十九、せんななひゃくはちじゅうきゅう）は自然数、また整数において、1788の次で1790の前の数である。

## 性質
- 1789は278番目の素数であり、1つ前は1787、次は1801。
  - 約数の和は1790。
- 1787と1789は56番目の双子素数である。1つ前は(1721, 1723)、次は(1871, 1873) 。
- 1/1789 は循環節の長さが1788の循環小数になる。
  - 逆数が循環小数になる数で循環節が1788になる最小の数である。次は3578。
  - 循環節が n −1 である巡回数を作る109番目の素数である。1つ前は1783、次は1811。(オンライン整数列大辞典の数列 A006883)
- 各位の和が25になる8番目の数である。1つ前は1699、次は1798。
- 1789 = 32 + 42 + 422 = 32 + 222 + 362 = 62 + 272 + 322 = 132 + 182 + 362 = 182 + 212 + 322 = 222 + 242 + 272
  - 3つの平方数の和6通りで表せる157番目の数である。1つ前は1779、次は1797。(オンライン整数列大辞典の数列 A025326)
    - 異なる3つの平方数の和6通りで表せる123番目の数である。1つ前は1782、次は1797。(オンライン整数列大辞典の数列 A025340)

## その他 1789 に関連すること
- 西暦1789年
- 1789 -バスティーユの恋人たち- - 2012年秋、フランスで生まれたミュージカル作品。その後宝塚歌劇団や帝国劇場でも舞台化された。